# بني راشد
بني راشد إحدى بلديات ولاية الشلف التابعة لـ دائرة وادي الفضة.
1. ↑   https://web.archive.org/web/20140808183610/http://www.joradp.dz/JO2000/2002/047/FP6.pdf. مؤرشف من الأصل (PDF) في 2014-08-08. {{استشهاد ويب}}: الوسيط |title= غير موجود أو فارغ (مساعدة)
2. ↑  GeoNames (بالإنجليزية), 2005, QID:Q830106